# Alzano Sopra
Alzano Sopra [alˈʣaːno ˈsoːpɾa] (Alzà Sura [alˈza ˈsura] o Lzà Sura [ˈlza ˈsura] in dialetto bergamasco) è una frazione del comune di Alzano Lombardo, in Val Seriana, provincia di Bergamo.

## Geografia fisica

### Territorio

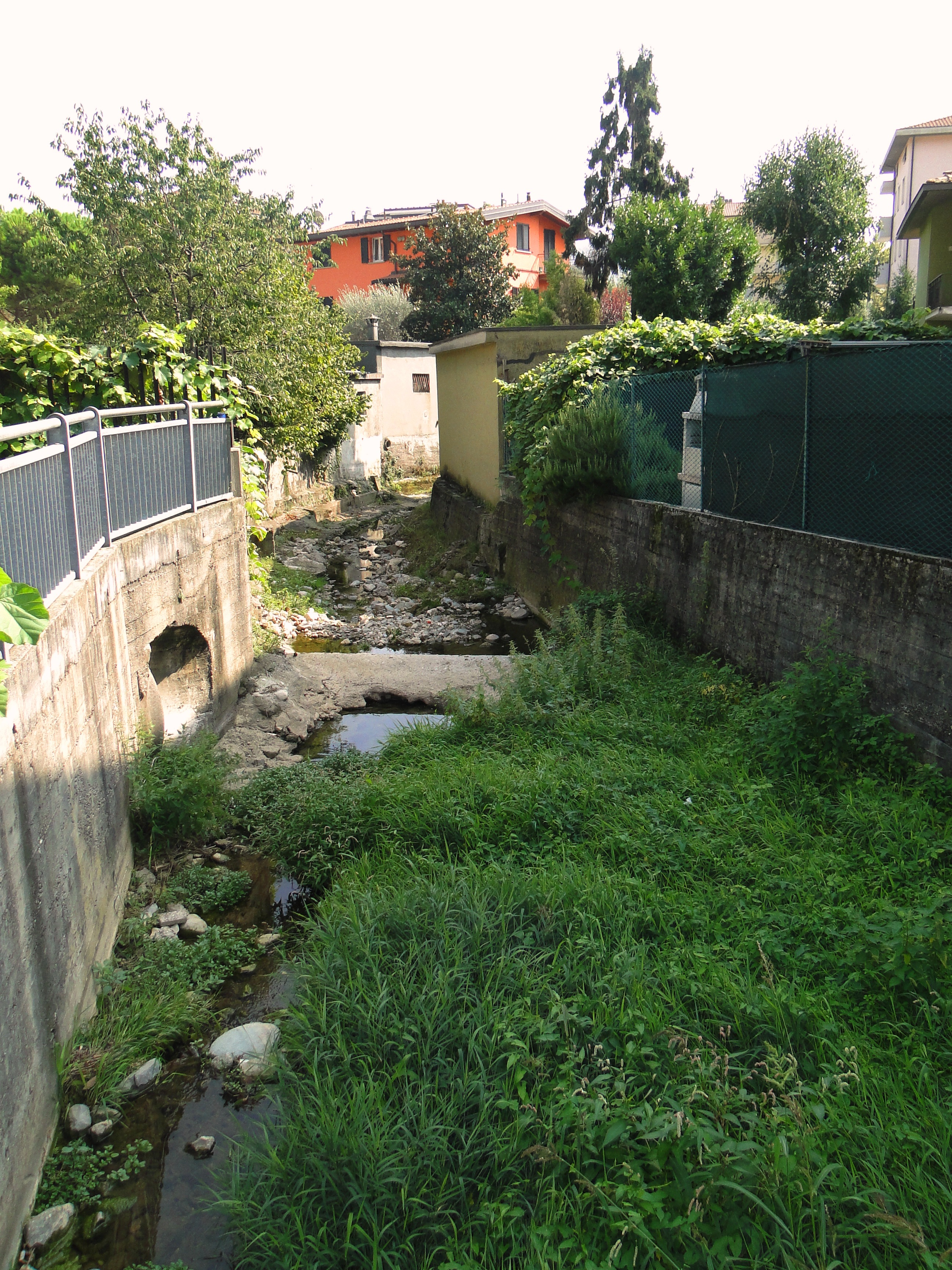
Il torrente Luio, confine con Nembro

Il territorio della frazione di Alzano Sopra si sviluppa a margine della vecchia strada provinciale della bassa val Seriana ed occupa la porzione Nord-Ovest del comune di Alzano Lombardo, del quale è l'ultimo nucleo abitativo che si incontra provenendo da Bergamo.
Situato sul versante orografico destro della valle, è sovrastato a Nord dalla frazione nembrese di Lonno, a Sud è delimitato dal corso del fiume Serio, che lo divide amministrativamente dal comune di Villa di Serio, ad Est dal torrente Luio, che funge anche da confine con il comune di Nembro e il relativo quartiere Viana, e ad Ovest da Alzano Maggiore mediante lo spartiacque del colle Frontale, altura che sovrasta i due centri.
Originariamente il nucleo primitivo della frazione si sviluppava attorno alla vecchia strada di origine romana (l'attuale via Cavour), con cascine sparse lungo il corso della roggia Serio Grande e della roggia Morlana.
In seguito al notevole incremento urbanistico verificatosi nella seconda parte del XX secolo, la parte abitata si è sviluppata ricoprendo quasi interamente l'area pianeggiante, un tempo adibita a colture quali granoturco e frumento, e parte di quella collinare, un tempo ricoperta da vigneti e frutteti, andando a formare un tutt'uno con il vicino nucleo di Alzano Maggiore.
Per ciò che concerne i trasporti è da segnalare la Tranvia Bergamo-Albino che, inaugurata nel 2009, ha permesso di ridurre il traffico sulla viabilità ordinaria.

## Storia

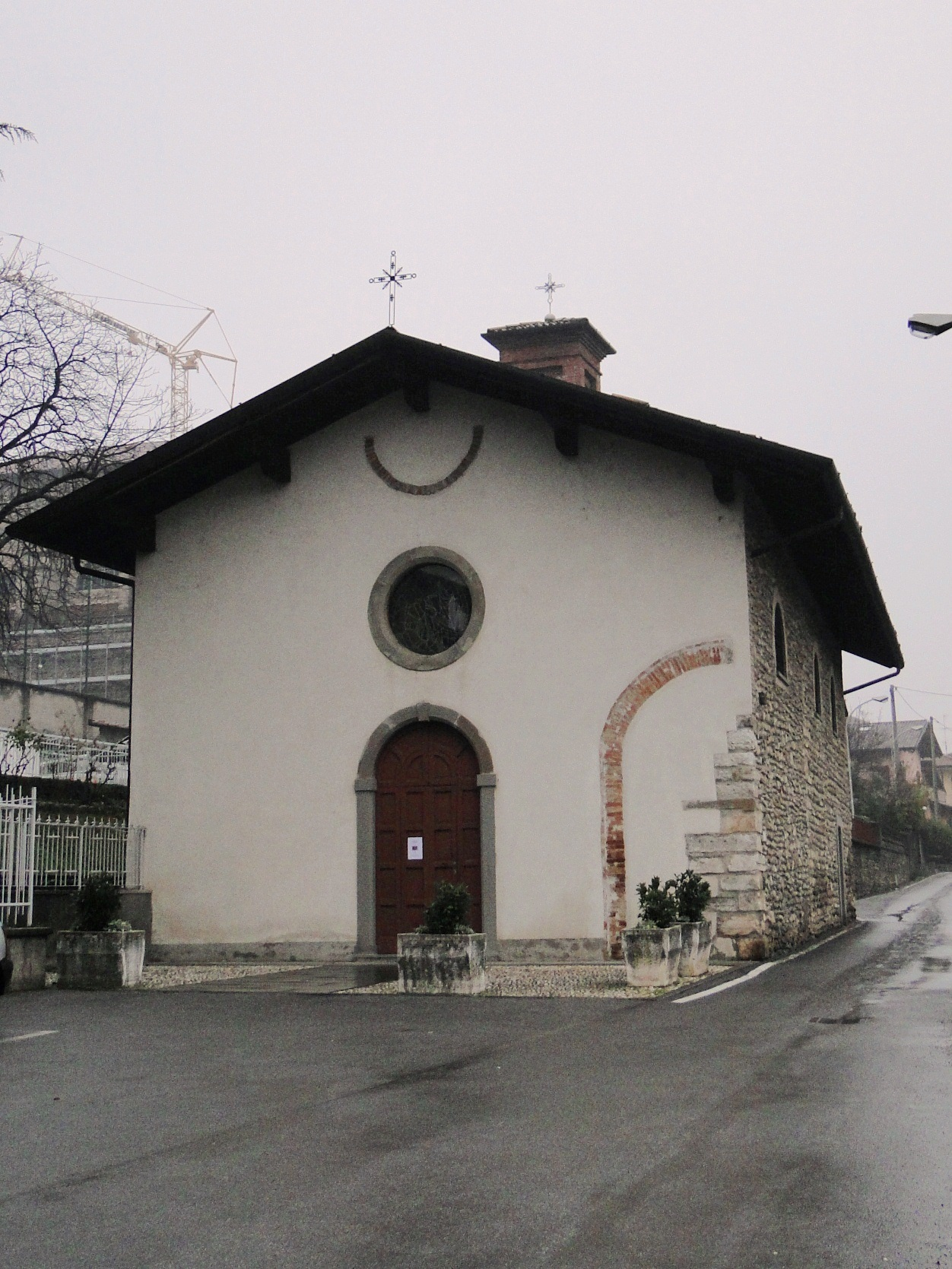
La medievale chiesa di san Giuliano

I primi insediamenti umani sul territorio risalirebbero al VI secolo a.C., quando nella zona si stabilirono popolazioni di ceppo celtico, tra cui i Galli Cenomani. Si trattava comunque di piccoli nuclei sparsi, senza che questi formassero veri e propri villaggi.
La prima opera di urbanizzazione fu invece opera dei Romani, che conquistarono la zona e la sottoposero a centuriazione, ovvero suddivisione dei terreni a più proprietari, a partire dal I secolo d.C.. Questa opera assegnò appezzamenti più o meno vasti a coloni e veterani di guerra, di origine o acquisizione romana, i quali bonificarono i terreni al fine di poterli sfruttare per agricoltura ed allevamento.
Questo avvenne anche per i terreni posti tra i colli Frontale e Ganda ed il fiume Serio, che vennero assegnati alla “Gens Alicia”. Conseguentemente la zona assunse il nome di “Praedium Aliciano” (podere aliciano), da cui deriva l'attuale nome.
Tra i principali nuclei abitativi vi era appunto Alzano Superiore (poi divenuto Alzano di Sopra), che si sviluppò attorno alla strada della val Seriana, affiancato da Alzano Inferiore (in seguito Alzano Maggiore). I due centri, che avevano dimensioni molto ridotte e si basavano sull'agricoltura, vennero riuniti in un unico vicus.
Ai Romani subentrarono i Longobardi, che posero il loro centro amministrativo ad Alzano Inferiore, presso il quale insediarono i propri rappresentanti, relegando quindi Alzano Superiore ad un ruolo marginale nella vita sociale e politica.
Questa situazione venne ribadita anche dopo l'arrivo dei Franchi, che instaurarono un sistema feudale, inserito nell'ambito del Sacro Romano Impero. A tal riguardo nel 974 l'imperatore Ottone II investì Ambrogio I, Vescovo di Bergamo, del titolo di Signore delle terre della valle Seriana, sulle quali aveva giurisdizione in ambito civile, penale ed ecclesiastico.
Di quegli anni è il primo documento scritto recante il toponimo di Alzano Superiore (919), periodo in cui il borgo si separò da Alzano Maggiore, cominciando a gravitare nell'orbita di Nembro, probabilmente già dalla seconda metà del IX secolo.
Anche dopo l'emancipazione dal potere vescovile, avvenuta tra il XII ed il XIII secolo, il borgo di Alzano Sopra mantenne l'unione con il paese nembrese, con il quale si garantì una buona autonomia. A tal riguardo difatti Alzano Superiore negli Statuti della città di Bergamo, viene menzionato talvolta come autonomo (a volte anche come Nembro di Sotto), talvolta in unione con Nembro, con il nome di Burgi de Nembro et Alzano Superiori.
Al termine dell'età medievale il paese, così come i borghi limitrofi, si schierò con la fazione guelfa. Sul suo territorio non sorsero fortificazioni difensive, a dimostrazione del fatto che non si verificarono gli episodi violenti accaduti invece nelle vicinanze.
Tuttavia l'intera zona fu considerata a rischio per i ghibellini, tanto che nel 1398 Giovanni Castiglioni, capitano dei Visconti, vietò agli appartenenti alla propria fazione di recarsi, tra gli altri, anche ad Alzano Superiore al fine di non mettere a repentaglio la vita.

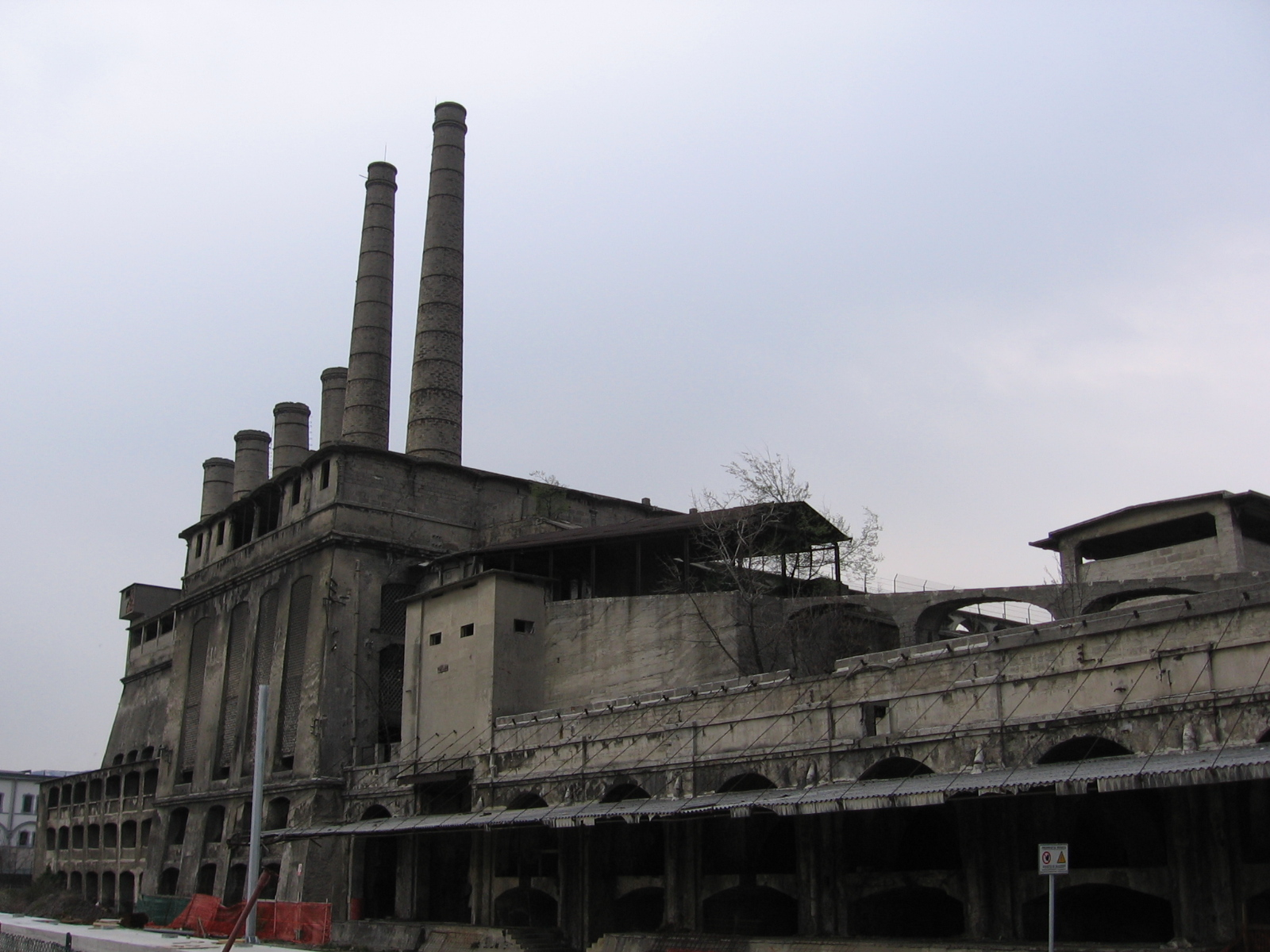
L'ex cementificio Italcementi

Nel XV secolo, con l'arrivo della Repubblica di Venezia, terminarono le lotte fratricide ed iniziò una fase di pace sociale e politica. Alzano di Sopra in questo periodo ottenne l'autonomia, sia in ambito amministrativo, ergendosi a comune nel 1443, che in ambito ecclesiastico, ottenendo il riconoscimento di Parrocchia.
Se nel 1596 venne descritto dal comandante veneziano Giovanni Da Lezze come un borgo prevalentemente agricolo, con 315 abitanti e con confini praticamente identici al censuario di inizio novecento, a partire dalla seconda metà del XVIII secolo nella zona cominciarono a svilupparsi numerosi opifici che sfruttavano le acque dei canali artificiali presenti nella zona alluvionale prossima al corso del fiume Serio, con un conseguente aumento dei commerci.
Ad inizio ottocento, dopo una breve parentesi durata dal 1806 al 1816 in cui il comune venne aggregato nuovamente ad Alzano Maggiore, si verificò la progressiva scomparsa dell'industria laniera prima, e serica poi. A queste si sostituirono aziende manifatturiere che, poste lungo il corso della roggia Morlana, avrebbero contribuito in modo decisivo allo sviluppo industriale della zona: su tutte le cartiere Pigna e le cartiere Pesenti, che vennero in seguito trasformate in cementificio, rinominato poi Italcementi.
Un ulteriore impulso venne dalla costruzione della Ferrovia della Valle Seriana, inaugurata nel 1884.
L'andamento demografico risentì di questa evoluzione industriale, tanto che gli abitanti passarono dalle 374 unità del 1805 alle 487 del 1853, per raggiungere poi quota 574 nel 1871. Dieci anni più tardi il numero crebbe fino a 610 abitanti, lievitati a 831 nel 1901.
L'ultimo censimento riguardante il comune fu quello del 1921, nel quale vennero registrate 990 persone residenti, dal momento che nel 1927 il regime fascista attuò una politica di accorpamento che riguardò i piccoli comuni, con Alzano Sopra che venne fuso con Alzano Maggiore in un'unica entità denominata Alzano Lombardo.

## Luoghi d'interesse
In ambito religioso ricopre notevole interesse la chiesa parrocchiale di san Lorenzo. Edificata nel 1912 su progetto di Luigi Angelini in stile moderno, con una struttura a navata unica con tre cappelle per lato, è situata in posizione dominante sull'abitato. Questa venne costruita in sostituzione della vecchia chiesa quattrocentesca, demolita nel 1939 quando riversava in stato di profondo abbandono ed era utilizzata come deposito delle officine Italcementi. Quest'ultima, situata nei pressi del fiume Serio in posizione isolata dall'abitato, in origine era una piccola cappelletta, ampliata nel 1443 anno in cui venne innalzata a rango di parrocchiale. All'interno si trovavano un dipinto di Enea Salmeggia ed un polittico di Bartolomeo Vivarini, andato perso nel corso del XIX secolo.
La facciata della chiesa è stata oggetto di un restauro conservativo negli ultimi mesi del 2012, il quale ha riguardato le colonne del porticato e la cornice di sottogronda, in Marmo Grigio Ardesio. È stata inoltre tinteggiata completamente, con un colore giallo tenue per le pareti, che accostato al grigio del marmo ha messo in risalto l'esile ma imponente architettura.
A poche decine di metri dall'attuale chiesa parrocchiale, si trova la chiesa di san Giuliano. Edificata tra il XIV ed il XV secolo come piccolo oratorio campestre lungo quella che era una strada secondaria in mezzo ai campi a Nord-Est dell'abitato, venne ampliata verso la metà del XVII secolo mediante l'aggiunta di una campata. In seguito al restauro operato sul finire del XX secolo, vennero recuperati affreschi quattrocenteschi raffiguranti san Giuliano Opitaliere. Attigua ad essa si trova la struttura che, attualmente utilizzata come scuola materna, dalla seconda metà del cinquecento ospitò le monache cappuccine.
Per l'architettura civile, interessante è la Villa Camilla (conosciuta anche come Villa Augusto Pesenti, dal nome del primo proprietario) dimora storica alto borghese con parco, scuderie e "serre-salon" eseguita su progetto di Virginio Muzio nel 1895.
Per quanto concerne l'archeologia industriale, sono da segnalare le Officine Pesenti per la produzione del Portland naturale, conosciute anche come ex Cementificio Italcementi, costruite a partire dal 1883.
Per ciò che riguarda l'ambito naturalistico ed il tempo libero, è d'obbligo citare sia la Ciclovia delle Rogge, che costeggia il corso della roggia Serio Grande, sia la Ciclovia della Valle Seriana che transita lungo le rive del fiume Serio. Questa offre passeggiate e pedalate nella natura, lontano da traffico ed inquinamento, che permettendo la riscoperta e la valorizzazione di spazi un tempo abbandonati all'incuria. Queste stesse zone sono state recentemente interessate dall'istituzione di un PLIS denominato NaturalSerio che ha l'intenzione di preservare e valorizzare ulteriormente il territorio.

## Infrastrutture e trasporti
Già storicamente servita dalla Ferrovia della Valle Seriana, attiva su questa tratta fra il 1884 e il 1967, sul sedime di quest'ultima è in esercizio dal 2009 la tranvia Bergamo-Albino.